# Samtgemeinde Wrestedt
La comunità amministrativa di Wrestedt (Samtgemeinde Wrestedt) si trovava nel circondario di Uelzen nella Bassa Sassonia, in Germania.

## Suddivisione
Comprende 3 comuni:
1. Stadensen
2. Wieren
3. Wrestedt

Il capoluogo è Wrestedt.